# 4. etape af Tour de France 2008
Fjerde etape af Tour de France 2008 var en 29,5 km lang enkeltstart og blev kørt tirsdag d. 8. juli og gik fra Cholet til Cholet. Favoritten Fabian Cancellara cyklede langsommere end holdkameraten Jens Voigt og førende Denis Mensjov de to første mellemtider, men afsluttede stærkt og førte med 88 hundredele før Stefan Schumacher kom ind 33 sekunder foran Cancellara og dermed tog sin første etapesejr i Tour de France. Med dette kan Schumacher også iklæde sig den gule førertrøje. Etapens største overraskelse var Kim Kirchen, som lå som nummer to gennem hele løbet og øgede dermed afstanden til Thor Hushovd i kampen om den grønne trøje.
- Etape: 4
- Dato: 8. juli
- Længde: 29,5 km
- Danske resultater:

93. Nicki Sørensen + 3.13
- Gennemsnitshastighed: 49,5 km/t

## Resultatliste

### 1. mellemtid, Saint-André-de-la-Marche, 11 km
|   | Navn              | Land           | Hold               | Tid    |
| - | ----------------- | -------------- | ------------------ | ------ |
| 1 | Stefan Schumacher | Tyskland       | Team Gerolsteiner  | 13.54  |
| 2 | Kim Kirchen       | Luxembourg     | Team Columbia      | + 0.11 |
| 3 | David Millar      | Storbritannien | Team Garmin        | + 0.13 |
| 4 | George Hincapie   | USA            | Team Columbia      | + 0.14 |
| 5 | Jens Voigt        | Tyskland       | Team CSC-Saxo Bank | + 0.15 |

### 2. mellemtid, La Romagne, 18 km
|   | Navn              | Land           | Hold               | Tid    |
| - | ----------------- | -------------- | ------------------ | ------ |
| 1 | Stefan Schumacher | Tyskland       | Team Gerolsteiner  | 24.42  |
| 2 | Kim Kirchen       | Luxembourg     | Team Columbia      | + 0.11 |
| 3 | David Millar      | Storbritannien | Team Garmin        | + 0.15 |
| 4 | Jens Voigt        | Tyskland       | Team CSC-Saxo Bank | + 0.23 |
| 5 | Cadel Evans       | Australien     | Silence-Lotto      | + 0.24 |

### Mål
|    | Navn                  | Land           | Hold               | Tid    |
| -- | --------------------- | -------------- | ------------------ | ------ |
| 1  | Stefan Schumacher     | Tyskland       | Team Gerolsteiner  | 35.44  |
| 2  | Kim Kirchen           | Luxembourg     | Team Columbia      | + 0.18 |
| 3  | David Millar          | Storbritannien | Team Garmin        | + 0.18 |
| 4  | Cadel Evans           | Australien     | Silence-Lotto      | + 0.27 |
| 5  | Fabian Cancellara     | Schweiz        | Team CSC-Saxo Bank | + 0.33 |
| 6  | Denis Mensjov         | Rusland        | Rabobank           | + 0.34 |
| 7  | Jens Voigt            | Tyskland       | Team CSC-Saxo Bank | + 0.35 |
| 8  | Christian Vande Velde | USA            | Team Garmin        | + 0.37 |
| 9  | George Hincapie       | USA            | Team Columbia      | + 0.41 |
| 10 | Vincenzo Nibali       | Italien        | Liquigas           | + 0.47 |

## Eksternt link
- Etapeside Arkiveret 28. februar 2011 hos  Wayback Machine på Letour.fr Arkiveret 28. februar 2011 hos  Wayback Machine (fransk) (engelsk) (tysk) (spansk)